# 1003년

## 연호
- 북송(北宋) 함평(咸平) 6년
- 요(遼) 통화(統和) 21년
- 일본(日本) 조호(長保) 5년
- 전 레 왕조(前黎朝) 응티엔(應天) 10년

## 기년
- 북송(北宋) 진종(眞宗) 6년
- 요(遼) 성종(聖宗) 22년
- 고려(高麗) 목종(穆宗) 6년
- 전 레 왕조(前黎朝) 대행제(大行帝) 24년

## 사건
- 개경과 서경, 동경을 비롯한 10도(道)의 관리들에게 교서를 내려 관내의 박학한 자를 천거할 것을 지시하였으며 과거제도를 정비하여 제술업과 명경업 및 잡업의 시행 규칙을 변경하였다.
- 덕주(德州)· 가주(嘉州)· 위화(威化)· 광화(光化) 등 4개의 성을 수축하였다.

## 사망
- 12월 6일 - 제140대 교황 요한 17세